# Chiuza
Chiuza é uma comuna romena localizada no distrito de Bistrița-Năsăud, na região histórica da Transilvânia. A comuna possui uma área de 44.21 km² e sua população era de 2288 habitantes segundo o censo de 2007.